# Betcha Bottom Dollar
Betcha Bottom Dollar is het debuutalbum uit 2006 van The Puppini Sisters.
De nummers van het album zijn bekende en minder bekende covers in Jazz. De dames zijn te vergelijken met de Andrews Sisters, maar zingen naast Boogie Woogie Woogie Bugle Boy ook Mr. Sandman. Daarnaast staan er op het album covers van onder andere Kate Bush, Blondie en The Smiths.

## Tracks
1. Sisters
2. Mr. Sandman
3. Boogie Woogie Woogie Bugle Boy (From Company B)
4. Java Jive
5. Bei Mir Bist Du Schön
6. Wuthering Heights
7. Jeepers Creepers
8. I Will Survive
9. Tu Vuo Fa L'Americano Recitative
10. Tu Vuo Fa L'Americano
11. Heart of Glass
12. Sway
13. Panic
14. Heebie Jeebies